# Gaetano Carlucci
Gaetano Carlucci (Melfi, 17 gennaio 1834 – Córdoba, 12 giugno 1900) è stato un presbitero, teologo e missionario italiano.

## Biografia
Entrato nell'ordine dei Gesuiti all'età di 18 anni, ebbe la cattedra di retorica presso il  Seminario dei Nobili di Napoli. Dopo la caduta del Regno delle Due Sicilie dovuta all'unità d'Italia (1860), Carlucci emigrò in Spagna, terminando gli studi filosofici e teologici. Venne ordinato sacerdote a Tarragona (Catalogna) dove insegnò teologia morale fino al 1868, periodo in cui dovette riparare a Valencia dopo la rivoluzione dello stesso anno.
L'anno seguente si trasferì nell'America meridionale, insegnando filosofia morale al seminario diocesano di Buenos Aires, poi a Montevideo e Córdoba, ove si stabilì definitivamente. Dedicatosi anche alle problematiche sociali, Carlucci fondò la Congregazione dei Josephinos, che mirava al recupero delle persone residenti nei quartieri periferici della città. L'associazione attirò migliaia di persone che si riunirono attorno a Carlucci.
Con un fine analogo, fondò più tardi la Congregazione delle Josephinas, che riuniva sia donne del ceto più basso che dell'alta società e il Collegio di San Jose, in favore dei bambini di estrazione sia aristocratica che umile, garantendo, soprattutto, ai giovanissimi del ceto subalterno un'istruzione adeguata alle proprie necessità. Morì a Córdoba nel 1900. Al funerale si associò il governo federale cordovese e il governo argentino. Con decreto speciale, il comune della città autorizzò la tumulazione della salma sotto l'altare maggiore della Chiesa di Nostra Signora di Lourdes, da lui stesso fondata.